# A sereg nem enged
A sereg nem enged (eredeti cím: Stop-Loss) 2008-as amerikai háborús filmdráma Kimberly Peirce rendezésében. A főszerepet Ryan Phillippe, Channing Tatum, Abbie Cornish és Joseph Gordon-Levitt alakítja. A filmet a Paramount Pictures forgalmazta és az MTV Films gyártotta. A film vegyes kritikákat kapott, és 25 millió dolláros gyártási költségvetésének kevesebb mint a felét hozta a kasszáknál.

## Rövid történet
Egy veterán katona visszatér befejezett iraki szolgálati útjáról, de élete a feje tetejére áll, amikor a hadsereg önkényesen elrendeli, hogy térjen vissza a szolgálatba.

## Szereplők
| Színész                            | Szerep               | Magyar hang           |
| ---------------------------------- | -------------------- | --------------------- |
| Brandon Leonard King törzsőrmester | Ryan Phillippe       | Rajkai Zoltán         |
| Michelle Overton                   | Abbie Cornish        | Pikali Gerda          |
| Steve Shriver őrmester             | Channing Tatum       | Kolovratnik Krisztián |
| Tommy Burgess közlegény            | Joseph Gordon-Levitt | Hevér Gábor           |
| Boot Miller alezredes              | Timothy Olyphant     | Péter Richárd         |
| Rico Rodriguez közlegény           | Victor Rasuk         | Hamvas Dániel         |
| Isaac „Szemgolyó” Butler           | Rob Brown            | Bodrogi Attila        |
| Paul „Prédikátor” Colson           | Terry Quay           |                       |
| Orton Worrell szenátor             | Josef Sommer         | Szokolay Ottó         |
| Ida King                           | Linda Emond          | Molnár Zsuzsa         |
| Roy King                           | Ciarán Hinds         | Rosta Sándor          |
| Jeanie Burgess                     | Mamie Gummer         | Nagy Rita             |
| „Dugó” Shriver                     | Alex Frost           | Szvetlov Balázs       |
| Josh                               | Tory Kittles         | Kisfalusi Lehel       |
| Michael Colson                     | Steven Strait        |                       |

## Filmkészítés
A forgatás 2006 augusztusában kezdődött Marokkóban és Texas különböző helyszínein - Austinban, Lockhartban, San Antonióban és Uhlandban. A filmet azonban csak 2008. március 28-án mutatták be.

## Médiakiadás
A film 2008. július 8-án jelent meg DVD-n. A DVD tartalmaz egy audiokommentárt Kimberly Peirce rendező és Mark Richard társíró részvételével, 2 kisfilmet és 11 törölt jelenetet.